# Câu lạc bộ bóng đá Triệu Minh
Câu lạc bộ bóng đá Triệu Minh là một câu lạc bộ bóng đá cũ thuộc Liên đoàn bóng đá Việt Nam có trụ sở tại Thành phố Hòa Bình sân nhà là Sân vận động Hòa Bình.

## Lịch sử

### Thành lập
Câu lạc bộ thành lập năm 2014 với tên gọi Palace Khánh Hòa.
Đến nay, đội bóng đã nhiều lần đổi tên vì lý do tài trợ

### Câu lạc bộ bóng đá Palace Khánh Hòa
Ngay sau khi vừa thành lập, Palace Khánh Hòa tham dự Giải bóng đá hạng ba quốc gia năm 2014 cùng với các đội Công An Nhân Dân B, Bình Định, PVF, Mancons Sài Gòn và Tây Ninh B.
Chung cuộc, Palace Khánh Hòa với 1 thắng 2 hòa và 2 thua và xếp hạng 4 (không được thăng hạng). Tuy nhiên câu lạc bộ được đưa lên giải hạng nhì quốc gia 2015 để lấp đầy chỗ trống.

### Câu lạc bộ bóng đá Sanatech Khánh Hòa
Với nòng cốt là cầu thủ trẻ, đội bóng được đổi tên thành Sanatech Khánh Hòa tham dự Giải bóng đá hạng nhì quốc gia 2015 với mục tiêu là rèn giũa kinh nghiệm và trụ hạng. Câu lạc bộ thi đấu rất tốt trên sân khà với chỉ 1 trận thua (1-2 trước Bình Định). Tuy nhiên phong độ sân khách không được tốt khiến câu lạc bộ không thể đua tranh suất giành vé thăng hạng. Chung cuộc, Sanatech Khánh Hòa xếp hạng 6 tại bảng A với 10 điểm (hơn 2 điểm so với đội đứng hạng 7 cuối bảng là Kon Tum).
Tại Giải bóng đá hạng nhì quốc gia 2016, Sanatech Khánh Hòa tiếp tục thi đấu với mục tiêu trụ hạng. Lần này tốt hơn, Sanatech Khánh Hòa xếp vị trí thứ 4 trên tổng số 7 đội nhưng phong độ vẫn không quá nổi bật.
Bước sang Giải bóng đá hạng nhì quốc gia 2017, Sanatech Khánh Hòa thể hiện bộ mặt đáng thất vọng khi chỉ giành được 4 điểm trên tổng số 14 trận (ghi 10 bàn nhưng thủng lưới đến 49 bàn) và xếp hạng cuối cùng rớt xuống Giải bóng đá hạng ba quốc gia. Nổi bật trong mùa giải là trận hòa 1-1 trên sân nhà trước Hà Nội B.

### Câu lạc bộ bóng đá Fishan Khánh Hòa
Sau khi Cà Mau giải thể vì vấn đề tài chính, Sanatech (đã rớt hạng trước đó) ngay lập tức mua lại suất tham gia Giải bóng đá hạng nhì quốc gia 2018. Chiếu theo quy định, Sanatech Khánh Hoà phải đăng ký 10 cầu thủ từng thi đấu cho Cà Mau mùa trước. Đồng thời, danh xưng mới của đội cũng phải điều chỉnh, với tên mới là Fishan Khánh Hoà. Tuy nhiên, theo tiết lộ từ lãnh đạo CLB Fishan Khánh Hoà, 10 cầu thủ nói trên chỉ đăng ký… cho đúng quy định. Còn thực tế, những người này không tập trung cùng đội. Điều này dẫn đến bất cập rằng, Fishsan Khánh Hoà chỉ có vỏn vẹn 15 nhân tố trẻ dự giải hạng Nhì 2018. Và họ sẽ phải đợi đến giai đoạn giữa mùa giải để bổ sung thêm 5 cầu thủ như điều lệ giải cho phép. Fishan Khánh Hòa với lực lượng chắp vá cùng với thiếu nguồn đầu tư đã tiếp tục thi đấu không mấy thành công cũng chỉ với 4 điểm sau 12 vòng đấu (ghi 17 bàn và thủng lưới đến 54 bàn thắng). Tuy nhiên đội bóng vẫn xếp trên Nam Định B với chỉ vỏn vẹn 2 điểm. Nổi bật trong mùa giải là chiến thắng 5-4 tại lượt đi trên sân nhà trước Nam Định B và trận hòa 5-5 tại lượt về trên sân khách.

### Câu lạc bộ bóng đá Sanvinest Fishan Khánh Hòa
Đến Giải bóng đá hạng nhì quốc gia 2019, Fishan Khánh Hòa thêm tiền tố Sanvinest để trở thành câu lạc bộ Sanvinest Fishan Khánh Hòa. Câu lạc bộ tiếp tục thi đấu tại giải đấu này với mục tiêu rèn giũa kinh nghiệm cho các cầu thủ trẻ và trụ hạng. Tuy nhiên, câu lạc bộ tiếp tục thi đấu không thành công và đứng cuối bảng A nhưng không xuống hạng.

### Câu lạc bộ bóng đá Triệu Minh
Tại Giải bóng đá hạng nhì quốc gia 2020, đội chuyển giao suất thi đấu cho Công ty Triệu Minh, và đổi tên thành câu lạc bộ bóng đá Triệu Minh.

### Câu lạc bộ bóng đá Hòa Bình
Năm 2021, Công ty Next Sport quyết định mua suất thi đấu CLB Triệu Minh để thành lập CLB Hòa Bình và tham dự Giải bóng đá hạng nhì quốc gia 2021.

## Sân vận động
Sân vận động Hòa Bình là sân nhà

## Thành tích
Giải bóng đá hạng ba quốc gia
- Thăng hạng: 2014